# Filadelfia (Paraguay)
Filadelfia est une ville et un district du Paraguay, capitale du département de Boquerón.